# Eulagius dentatus
Eulagius dentatus es una especie de coleóptero de la familia Mycetophagidae.

## Distribución geográfica
Habita en Rusia.